# Miejski Zakład Komunikacji w Zielonej Górze

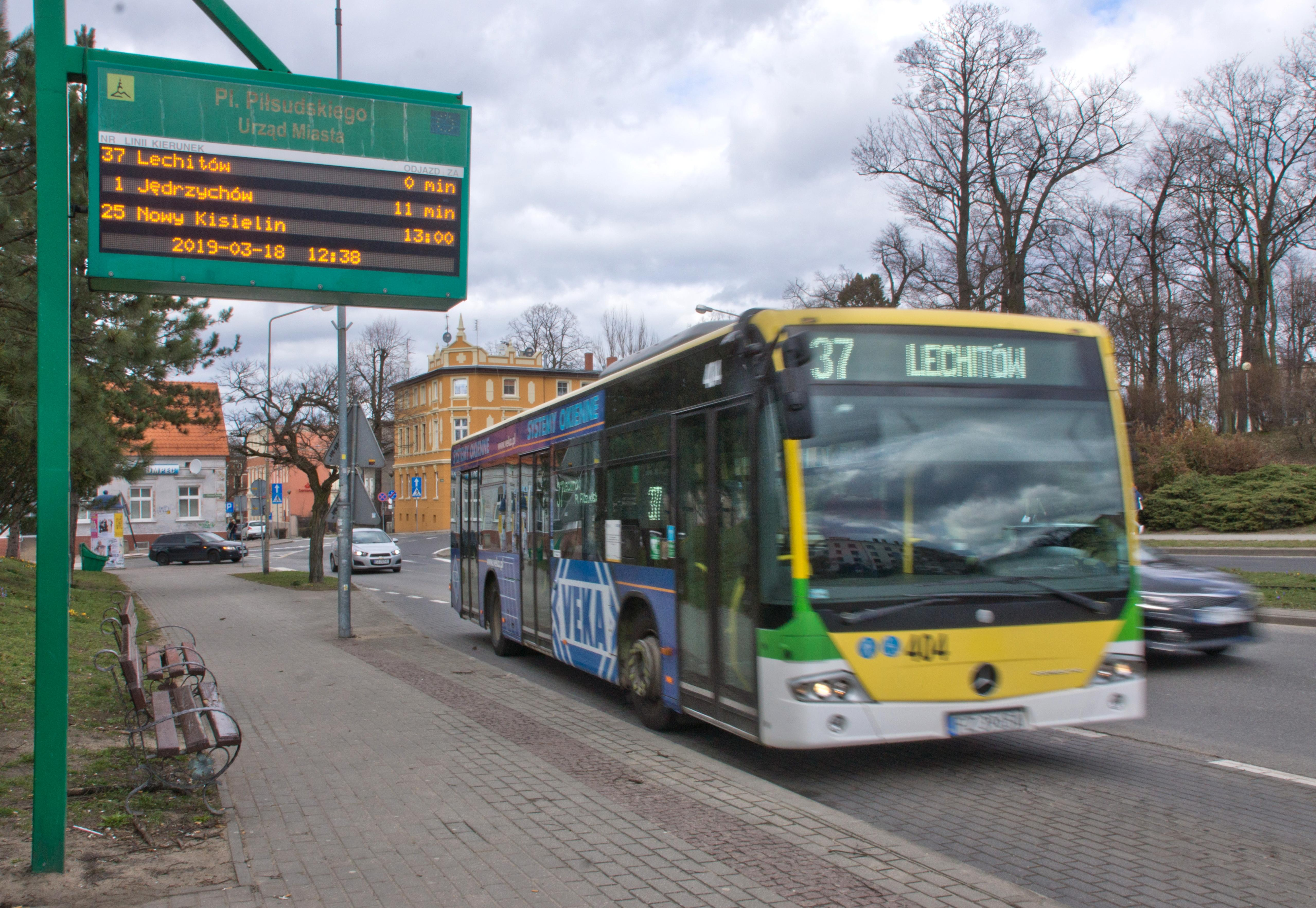
System GPS informujący o odjazdach autobusów

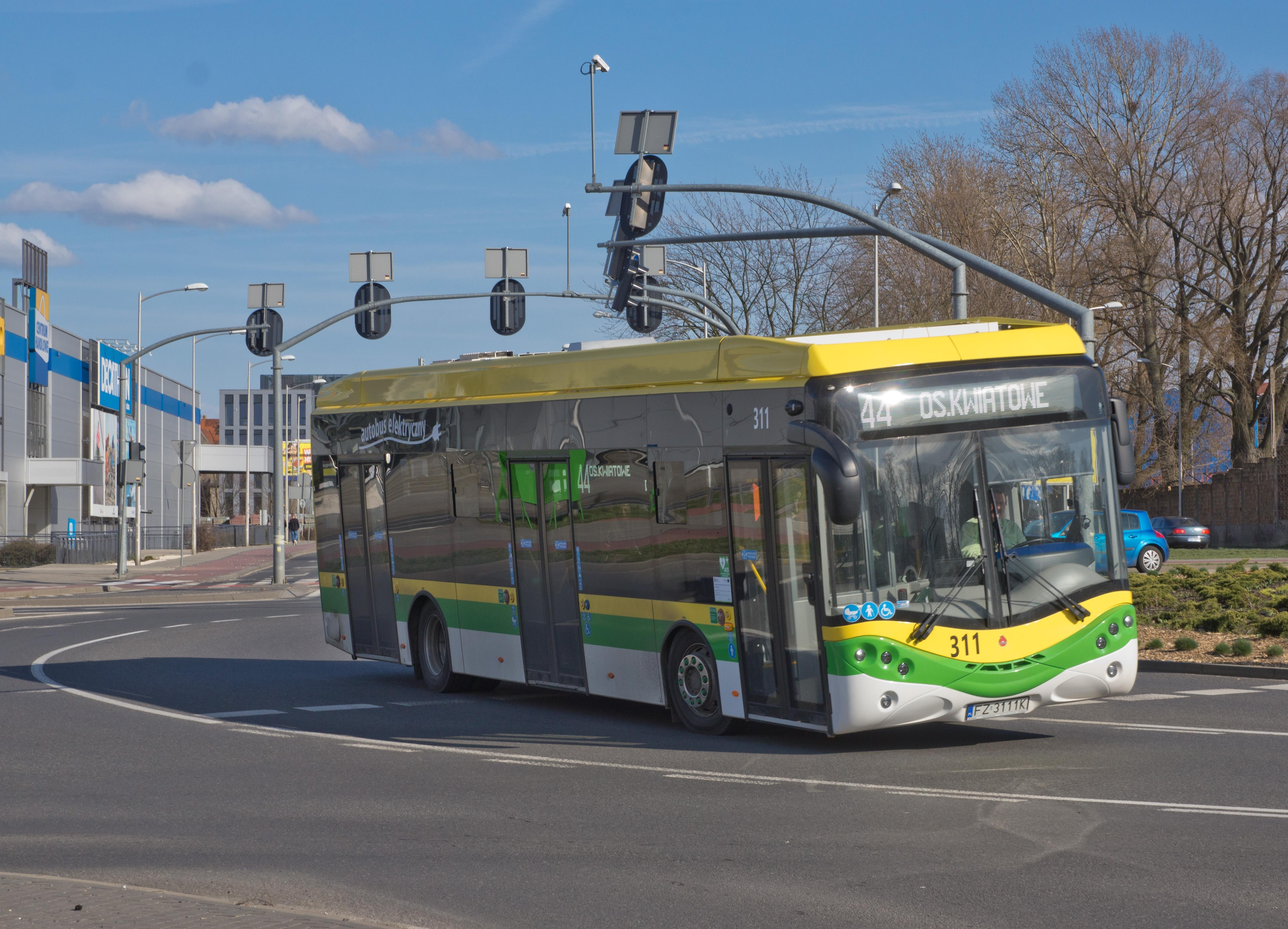
Model Ursus CS12LFE, który w liczbie 43 sztuk trafił pod koniec 2018 roku do Zielonej Góry

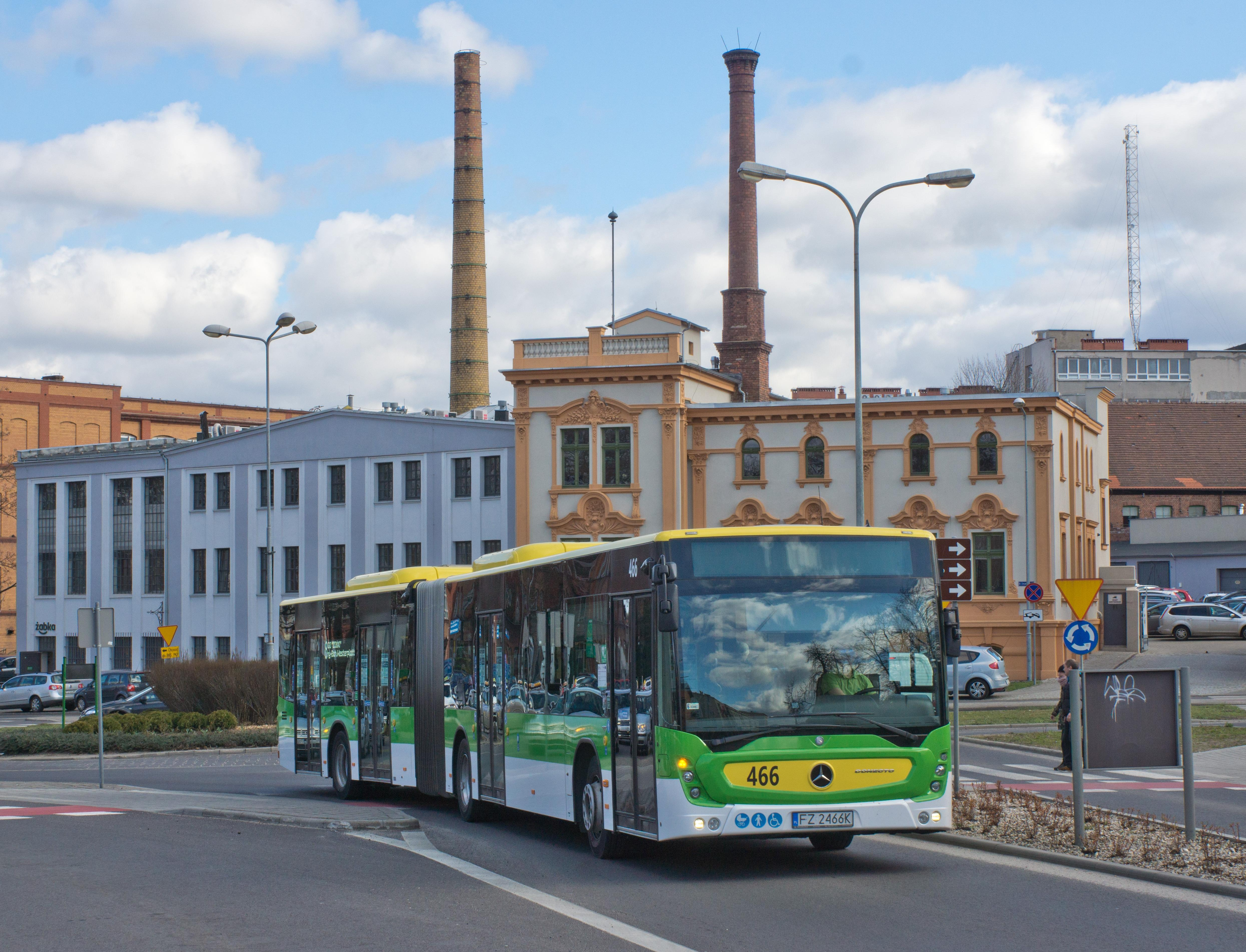
Przegubowy Mercedes-Benz Conecto na ulicach Zielonej Góry

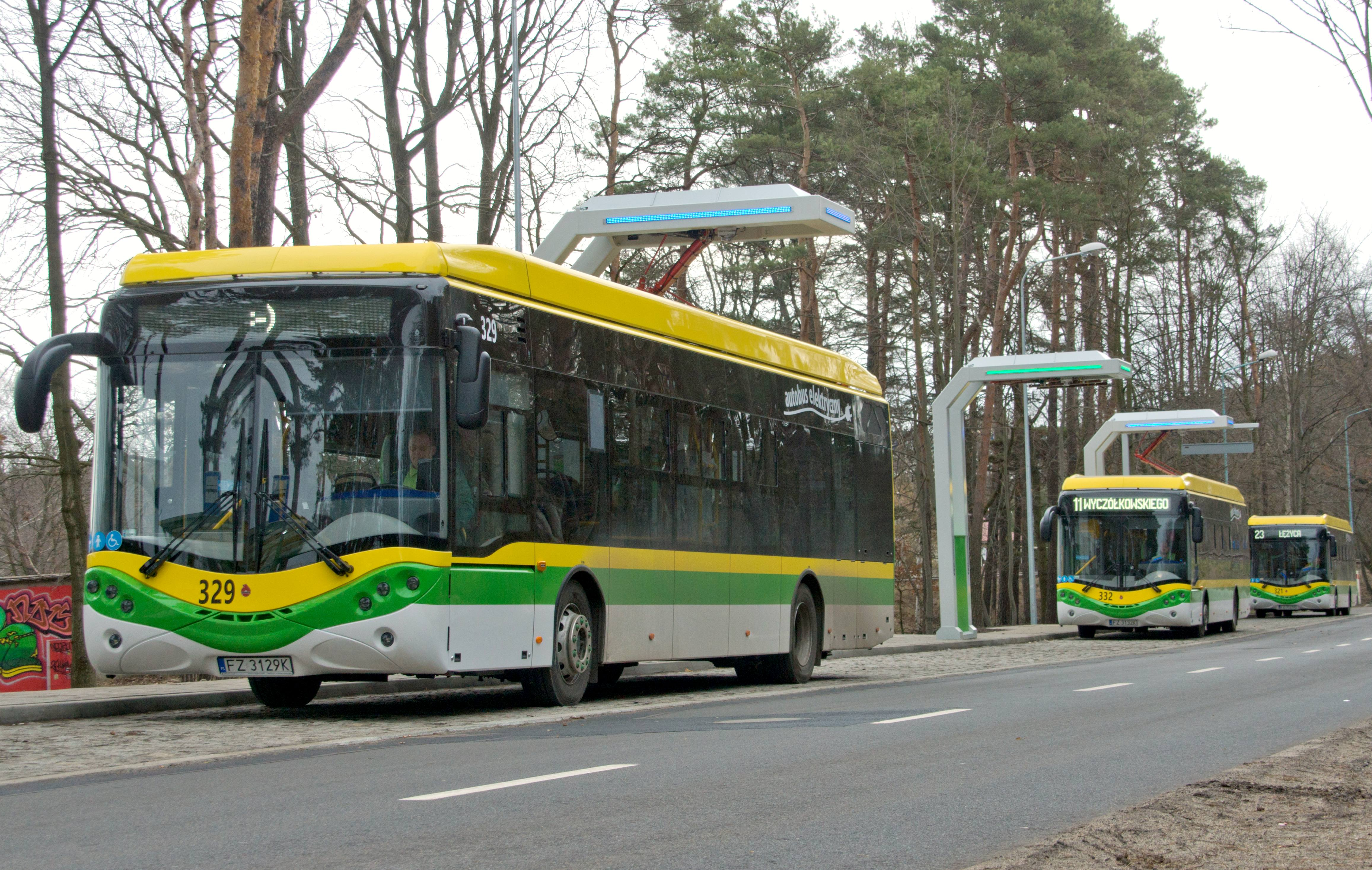
Elektryczne autobusy ładowane na pętli przy ul. Wyspiańskiego

Miejski Zakład Komunikacji w Zielonej Górze – komunalny zakład obsługujący transport zbiorowy na terenie i w obrębie Zielonej Góry.

## Historia MZK
Zakład Komunikacji Miejskiej został utworzony w czerwcu 1954 roku jako wydział Miejskiego Przedsiębiorstwa Gospodarki Komunalnej. Pierwsze cztery autobusy "Star-51" wyjechały na ulice Zielonej Góry 1 lipca 1954. W tym samym czasie utworzono cztery linie łączące najodleglejsze dzielnice miasta (Ratusz-Jędrzychów; Ratusz-Racula; Ratusz-Chynów; Ratusz-Przylep). W roku 1956 Zakład Komunikacji Miejskiej zmienił nazwę na Miejskie Przedsiębiorstwo Komunikacyjne i zaczął działać jako samodzielna jednostka. 1 stycznia 1974 powstał oddział zielonogórskiego MPK w Nowej Soli. 1 kwietnia otworzono oddział w Głogowie. We wrześniu 1975 powstał oddział w Żaganiu, obejmujący zasięgiem również Żary. 31 grudnia 1975 od zielonogórskiej w wyniku reformy administracyjnej kraju – Głogów włączony został do województwa legnickiego – od zielonogórskiej centrali oddzielił się oddział w Głogowie. W latach osiemdziesiątych zakład przyjął nazwę Wojewódzkiego Przedsiębiorstwa Komunikacji Miejskiej. 1 lipca 1989 z WPKM wyszło MPK Zielona Góra, samodzielność uzyskały też oddziały w Nowej Soli i Żaganiu. 24 maja 1991 roku Rada Miasta przekształciła Miejskie Przedsiębiorstwo Komunikacyjne w Zakład Budżetowy pod nazwą Miejski Zakład Komunikacji.

## Działalność MZK
Oprócz samego miasta obejmuje jeszcze gminę Zabór. Do marca 2011 prowadzono obsługę komunikacyjną gmin Świdnica i Czerwieńsk. Miejski Zakład Komunikacji w Zielonej Górze posiada 71 autobusów   przewożących dziennie około 71 000 pasażerów. Wszystkie autobusy taboru MZK wyposażone są w urządzenia głośnomówiące zapowiadające przystanki oraz elektroniczne tablice z numerami linii i kierunkiem jazdy. Od 2001 roku wszystkie autobusy wyposażone są w automaty do sprzedaży biletów jednorazowych. Każdy autobus ma też autokomputer pokładowy, połączenie telefoniczne z dyspozytornią oraz jest pod stałą obserwacją dzięki zamontowanym kamerom. W oparciu o system GPS, duża część przystanków wyposażonych jest w tablice informacyjne podające rzeczywisty czas przyjazdu autobusu. Na koniec 2023 roku powstał inteligentny system sterowania ruchem, dzięki któremu autobusy mają pierwszeństwo na światłach, co znacząco upłynniło ruch zbiorowej komunikacji w mieście.
MZK obsługuje 29 linii w tym 25 dziennych i 4 nocne. W ciągu miesiąca autobusy przejeżdżają około 400 tys. km. Autobusy linii dziennych kursują codziennie od 4:30 do 23:30. Autobusy linii nocnych "N1", "N2", "N3" i "N4" kursują od godziny 23:05 do 4:40. Tzw. linie priorytetowe (0, 1, 5, 8, 19) kursują w szczycie co 15 minut, reszta co pół godziny lub co godzinę.

## Elektryczne autobusy
22 listopada 2017 roku zielonogórskie MZK podpisało umowę z Konsorcjum Ursus Bus i Ursus S.A na dostawę 43 fabrycznie nowych autobusów elektrycznych. Pierwszy elektryczny autobus dostarczono 17 sierpnia 2018 roku.
Oprócz elektrycznych autobusów, do Zielonej Góry przyjechało także 17 autobusów marki Mercedes z silnikami diesla. Była to pierwsza dostawa najnowszego modelu Conecto tej marki.
16 marca 2022 roku MZK podpisało umowę na dostawę 12 kolejnych autobusów elektrycznych (4 przegubowych eCitaro marki Mercedes oraz 8 Solarisów Urbino 12 Electric).

## Linie MZK
| LINIE DZIENNE                                                                                       | LINIE NOCNE                               |
| --------------------------------------------------------------------------------------------------- | ----------------------------------------- |
| 0 Wrocławska (PKP Nowy Kisielin) - Zawadzkiego "Zośki”                                              | N1 Zajezdnia Chemiczna - Os. Śląskie      |
| 1 Chynów (Jany) - Jędrzychów                                                                        | N2 Os. Śląskie - Os. Czarkowo             |
| 2 Jędrzychów (Barcikowice) - Przylep (Zajezdnia Chemiczna/Naftowa)                                  | N3 Os. Śląskie - Jędrzychów - Os. Śląskie |
| 3 Zajezdnia Chemiczna - Dworzec Główny                                                              | N4 Os. Śląskie - Zajezdnia Chemiczna      |
| 5 Os. Leśne - Os. Czarkowo                                                                          |                                           |
| 6 Zajezdnia Chemiczna (Objazdowa) > Braniborska > Zajezdnia Chemiczna (Objazdowa)                   |                                           |
| 8 Os. Śląskie - Botaniczna (Kąpielisko H2Ochla                                                      |                                           |
| 9 Jędrzychów (Jarogniewice) - Os. Czarkowo                                                          |                                           |
| 10 Drzonków - Wyczółkowskiego                                                                       |                                           |
| 12 Zawadzkiego "Zośki" - Lechitów                                                                   |                                           |
| 14 Zawadzkiego ''Zośki'' - Os. Śląskie                                                              |                                           |
| 15 Os. Zdrojowe - Os. Mazurskie                                                                     |                                           |
| 17 Dworzec Główny > Os. Przyjaźni > Dworzec Główny                                                  |                                           |
| 19 Os. Czarkowo (Łężyca) - Os. Śląskie                                                              |                                           |
| 20 Przylep (Przylep Lotnisko) - Dworzec Główny                                                      |                                           |
| 21 Dworzec Główny - Jany                                                                            |                                           |
| 22 Chynów - Dworzec Główny                                                                          |                                           |
| 25 Dworzec Główny - Nowy Kisielin (Droszków)                                                        |                                           |
| 26 Wyczółkowskiego (Dworzec Główny) - PKP Nowy Kisielin                                             |                                           |
| 27 Wyspiańskiego (Dworzec Główny) - Ochla                                                           |                                           |
| 27A Wyspiańskiego (Dworzec Główny) - Jarogniewice                                                   |                                           |
| 27B Wyspiańskiego (Dworzec Główny) - Jeleniów                                                       |                                           |
| 29 Os. Czarkowo > Palmiarnia > Os. Czarkowo (linia okólna)                                          |                                           |
| 30 Dworzec Główny - Drzonków                                                                        |                                           |
| 30A Dworzec Główny - Ługowo                                                                         |                                           |
| 30B Dworzec Główny - Barcikowice                                                                    |                                           |
| 38 Stary Kisielin - Botaniczna                                                                      |                                           |
| 39 Os. Czarkowo - Botaniczna                                                                        |                                           |
| 44 Wyspiańskiego (Dworzec Główny) - Os. Kwiatowe                                                    |                                           |
| 101 Palmiarnia P+R - Lechitów - Palmiarnia P+R (linia okólna, obsługiwana przez 6-metrowe minibusy) |                                           |

## Dawne linie MZK
| HISTORYCZNE TRASY AUTOBUSOWE |
| --- |
| 4 Os. Zdrojowe - Wyspiańskiego |
| 7 Wyczółkowskiego - Os. Śląskie |
| 11 Wyspiańskiego - Wyczółkowskiego |
| 13 Jędrzychów - Wyczółkowskiego (wcześniej: Os.Pomorskie/ Raculka - Os. Zacisze)                                                      |
| 16 Wyspiańskiego - Zawadzkiego (wcześniej: Os. Pomorskie - Naftowa/ Przylep ZM)                                                       |
| 18 Dworzec PKP - Zalew Ochla |
| 23 Łężyca - Wyspiańskiego |
| 24 Os. Śląskie - Os. Zdrojowe (wcześniej: Os. Leśne - Botaniczna) (Zatonie/ Wrocławska/Os. Pomorskie - Czerwieńsk JW)                 |
| 28 Wyspiańskiego - Zawadzkiego "Zośki" (wcześniej: Wyspiańskiego - Świdnica, Wyspiańskiego - Świdnica Bunkry, Dworzec PKP - Świdnica) |
| 31 Nietków - Wrocławska |
| 32 Dworzec PKP - Naftowa (wcześniej: Dworzec PKP - Laski)                                                                             |
| 33 Dworzec PKP - Barcikowice |
| 34 Dworzec PKP - Wysokie |
| 35 Os. Pomorskie - Dąbie |
| 36 Wyspiańskiego - Os. Leśne |
| 37 Lechitów - Os. Leśne |
| 40 Dworzec PKP - Giełda Samochodowa na Chynowie                                                                                       |
| 41 Dworzec PKP - Ługowo (wcześniej: Naftowa - Ługowo)                                                                                 |
| 45 Os. Zacisze - Wrocławska |
| 50 Dworzec PKP - Ochla Działki |
| 55 Zawadzkiego "Zośki" (Os. Śląskie) - Auchan LINIA DARMOWA                                                                           |
| 77 Os. Śląskie - Energetyków "Tesco" LINIA DARMOWA                                                                                    |
| 80 Wrocławska - Botaniczna |
| 88 Os. Śląskie - Dąbrówki "Carrefour" LINIA DARMOWA                                                                                   |
| B Dworzec PKP - Zawadzkiego "Zośki" - Wrocławska - Os. Pomorskie - Dworzec PKP OKRĘŻNA LINIA NOCNA                                    |

## Tabor

### Tabor eksploatowany
| Typ autobusu                                         | Typ autobusu                                         | Początek eksploatacji                                | przewóz osób na wózkach                              | Numery taborowe                                      | Liczba egzemplarzy |
|                                                      | Ursus City Smile 12LFE                               | 2018-2019                                            | przewóz osób na wózkach                              | 301-343                                              | 43                 |
|                                                      | Mercedes Conecto G                                   | 2018                                                 | przewóz osób na wózkach                              | 454-470                                              | 17                 |
|                                                      | Mercedes Conecto G                                   | 2011                                                 | przewóz osób na wózkach                              | 451                                                  | 1                  |
|                                                      | Mercedes Conecto LF                                  | 2011                                                 | przewóz osób na wózkach                              | 404, 412                                             | 2                  |
|                                                      | Solaris Urbino 12 Electric                           | 2023                                                 | przewóz osób na wózkach                              | 344-357                                              | 14                 |
|                                                      | Mercedes-Benz eCitaro G                              | 2023                                                 | przewóz osób na wózkach                              | 501-504                                              | 4                  |
|                                                      | Karsan e-JEST                                        | 2023                                                 |                                                      | 31-33                                                | 3                  |
|                                                      | ARP e-Vehicles Pilea 10E                             | 2024                                                 |                                                      | 101-105                                              | 5                  |
| Wszystkie pojazdy                                    | Wszystkie pojazdy                                    | Wszystkie pojazdy                                    | Wszystkie pojazdy                                    | Wszystkie pojazdy                                    | 89                 |
| Udział autobusów elektrycznych                       | Udział autobusów elektrycznych                       | Udział autobusów elektrycznych                       | Udział autobusów elektrycznych                       | Udział autobusów elektrycznych                       | 77,5%              |
| Udział autobusów niskopodłogowych i niskowejściowych | Udział autobusów niskopodłogowych i niskowejściowych | Udział autobusów niskopodłogowych i niskowejściowych | Udział autobusów niskopodłogowych i niskowejściowych | Udział autobusów niskopodłogowych i niskowejściowych | 100%               |

(tabor aktualny na dzień 27.11.2024 r.)

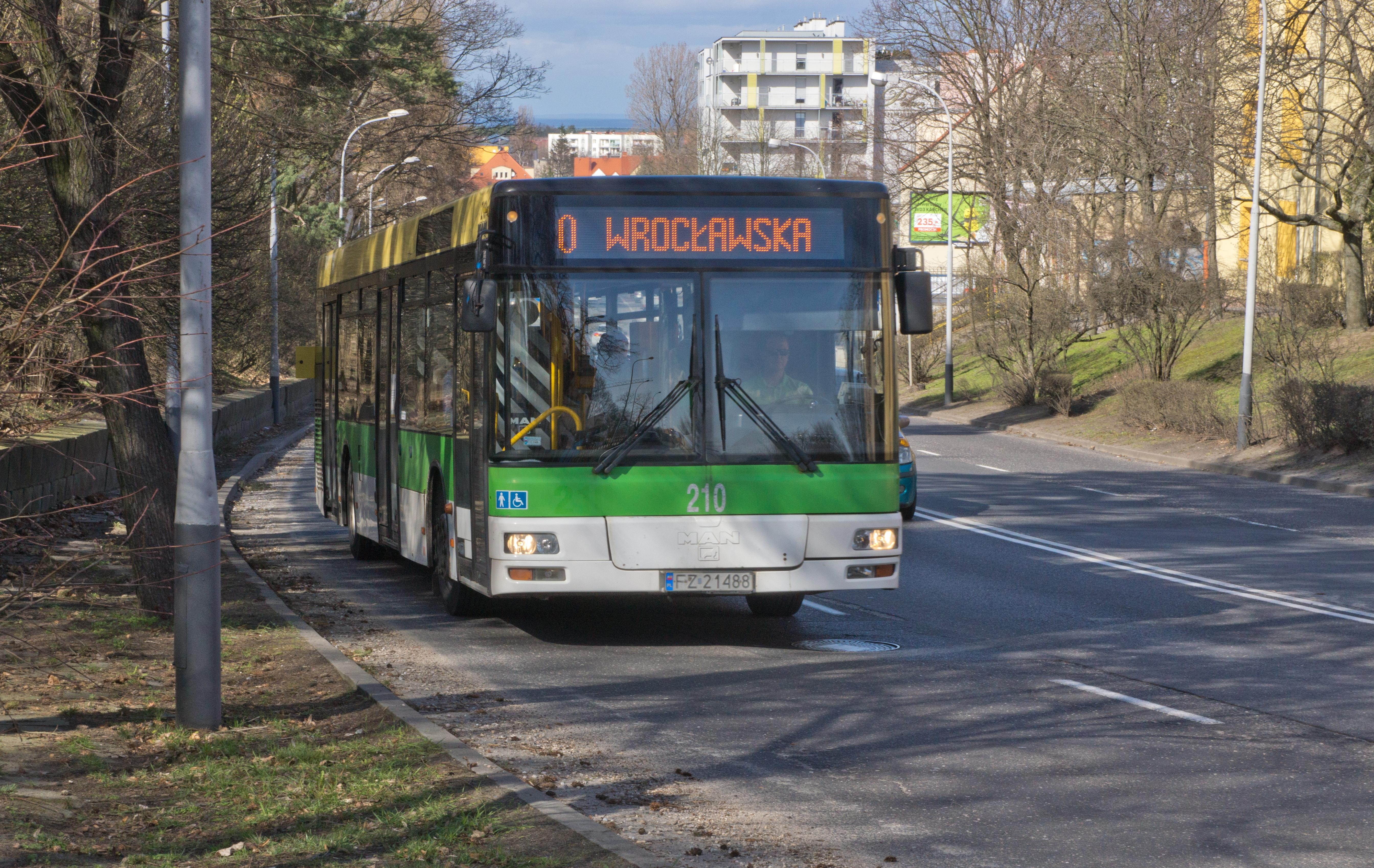
MAN NL223 obsługujący linię 0 w 2019 roku, został wycofany z eksploatacji tego samego roku

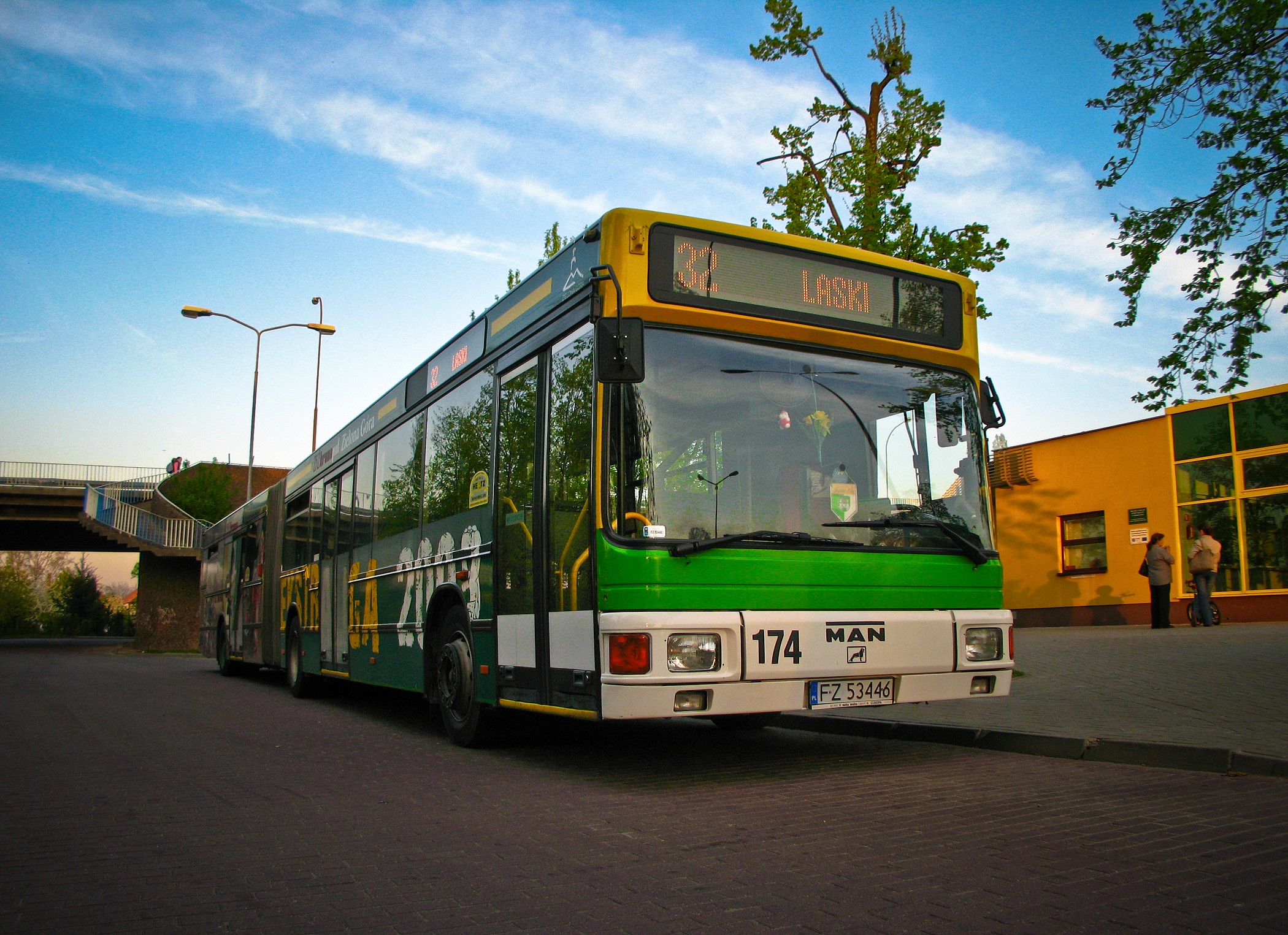
MAN NG272 obsługujący linię 32 w 2008 roku

### Tabor wycofany

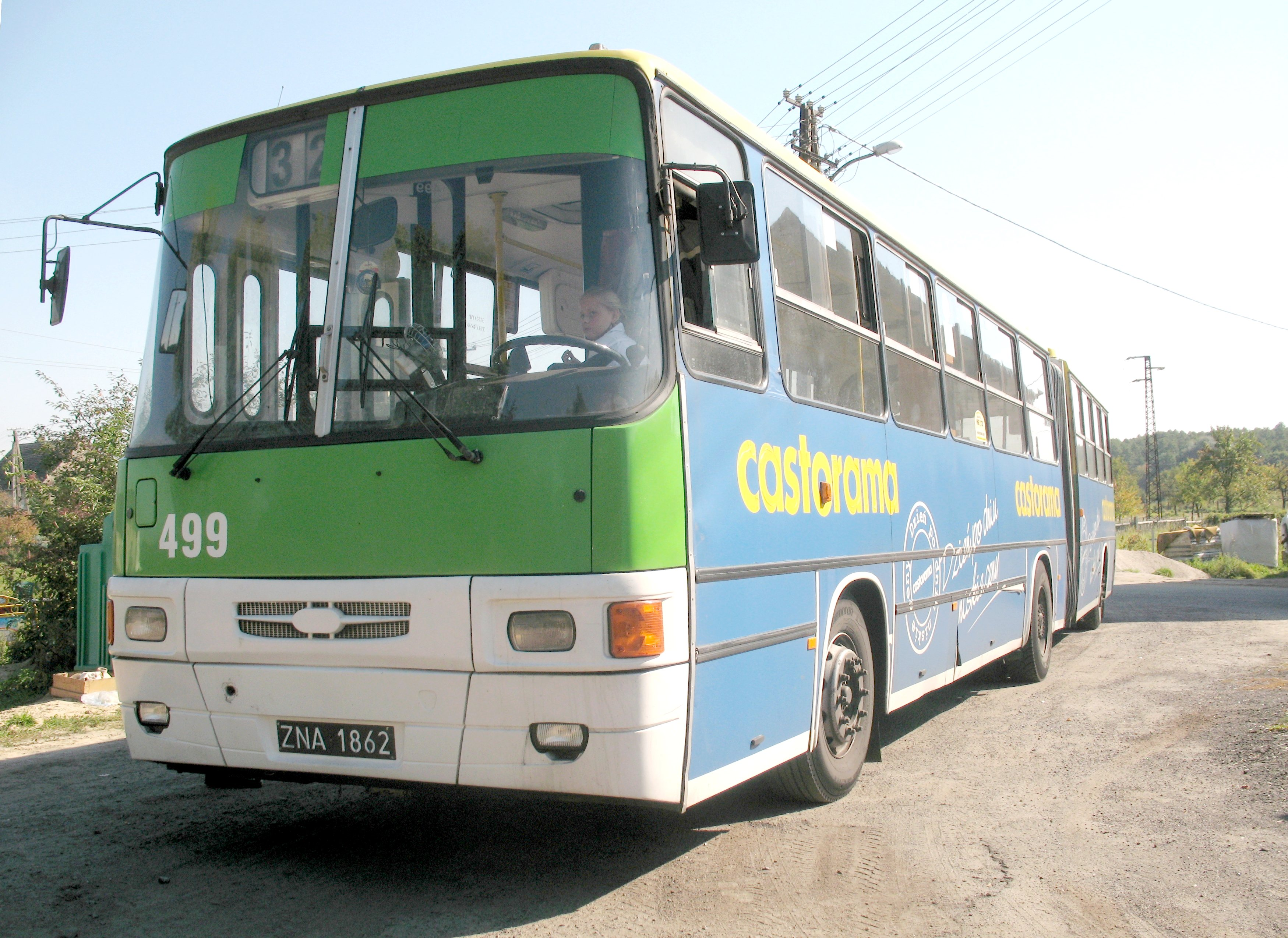
Autobus wysokopodłogowy Ikarus 280.26 w roku 2007

| Typ autobusu               | Początek eksploatacji    | Koniec eksploatacji      | Numery taborowe                                                                     | Liczba |
| Jelcz M121M                | 1995-1997                | 2013-2020                | 201-205, 221-223                                                                    | 8      |
| MAN Lion's City G          | 2016                     | 2019                     | 185, 186                                                                            | 2      |
| Mercedes-Benz O405N2       | 2009                     | 2019                     | 401, 402                                                                            | 2      |
| Neoplan N4011              | 2005                     | 2019                     | 24, 25                                                                              | 2      |
| MAN NLxx3                  | 2002-2008                | 2018-2019                | 208-210, 218, 219                                                                   | 5      |
| MAN NL2x2                  | 2000-2002                | 2019                     | 206, 207, 224, 225                                                                  | 4      |
| Jelcz 120MM/1              | 1993-1995                | 2008-2019                | 601-614                                                                             | 14     |
| MAN NGxx2                  | 2000-2009                | 2011-2018                | 166-184                                                                             | 19     |
| Jelcz M181M                | 1997                     | 2013-2018                | 161-165                                                                             | 5      |
| Jelcz 181MB                | 1996                     | 2013                     | 160                                                                                 | 1      |
| Scania CN94UB              | 2008                     | 2012                     | 701, 702                                                                            | 2      |
| Ikarus 280                 | 1984-1993                | 1991-2011                | 101-105, 150, 151, 301-304, 382-386, 389-396, 445, 447, 449, 450, 498-505, 507, 805 | 38     |
| Jelcz M11                  | 1986-1989                | 1995-2008                | 433-436, 438-442, 451, 452, 454, 456-460, 474, 475, 482, 486-497                    | 32     |
| Kapena City 7,5            | 1998                     | 2005                     | 21-23                                                                               | 3      |
| Jelcz PR110M               | 1983-1991                | 1993-2004                | 368, 373, 374, 398, 401, 424, 483-485, 506                                          | 10     |
| Autosan H9                 | 1981-1987                | 1998-2006                | 315, ?                                                                              | 2      |
| Jelcz PR100U               | 1982-1983                | 1992-1997                | 320, 322-324, 329, 332, 342, 348, 354, 355                                          | 10     |
| MAN A21 Lion's City NL 263 | 2006                     | 2023                     | 211 - 217                                                                           | 7      |
| MAN A21 Lion's City NL 283 | 2005                     | 2023                     | 230 - 237                                                                           | 8      |
| MAN NL 283                 | 2004                     | 2023                     | 226-229                                                                             | 4      |
| Suma wszystkich pojazdów   | Suma wszystkich pojazdów | Suma wszystkich pojazdów | Suma wszystkich pojazdów                                                            | 175    |

(tabor aktualny na dzień 27.05.2023 r.)